# 巴西榮耀
布拉祖卡（葡萄牙語：Brazuca），又譯巴西榮耀、森巴榮耀，是國際足球總會（FIFA）2014年世界盃足球賽的官方指定比賽用球，由Adidas公司委外生產。這球是自1970年世界盃後的第12個指定用球，也是首個由球迷決定名字的比賽用球。

## 命名
2014年世界盃用球的名稱是由巴西國民投票決定的。投票在2012年9月2日展開，並由阿迪达斯公司於2013年12月4日在巴西里約熱內盧公佈結果。最終，經一百萬人在網上投票後，「巴西榮耀」（Brazuca）以77.8%高票當選。「Brazuca」為巴西俚語，意指巴西人的生活方式或民族自豪感。

## 設計
由於上屆世界盃的用球普天同慶被球員批評皮球過輕，以致難以預試軌跡，阿迪达斯公司這次用了兩年半的時間設計用球。「巴西榮耀」以6塊十字型皮革組成，是歷代世界盃用球中最少的，又採用2012年欧洲杯用球「Tango 12」的內膽，以確保皮球運動時的穩定性和方便球員控球。此外，球又以藍、橙、綠等森巴色彩組成，設計靈感為巴西傳統許願手環。

## 評價
在公佈設計和名稱前，Adidas公司曾把「巴西榮耀」給10個國家和30多支球隊測試，其中包括AC米蘭、拜仁慕尼黑和法林明高。此外，還供如梅西、卡西利亚斯和施魏因斯泰格等600名球員使用，也在數場的友賽中試用。他們大多給予正面的評價，比如巴西右後衞丹尼爾就認為「皮球在空中及草地運行都很好，我迫不及待揭幕戰的來臨」。

## 資料來源
1. 1 2  "巴西世界杯用球名称来自民间俚语 卡卡亲承力挺" 《搜狐體育》 2013 12 4
2. 1 2 3  "官方足球定名「森巴榮耀」" 《新報》 2013 12 5
3. ↑  巴西世界杯官方用球 的存檔，存档日期2013-12-14.，亚太日报，2013年12月12日
4. ↑  .   [2013-12-05]. （原始内容存档于2018-12-25）.
5. 1 2 3 4 5  "專用球口碑勝上屆" 《蘋果日報》 2013 12 5
6. ↑  "Nome da bola da Copa é escolhido pela primeira vez por torcedores: Brazuca"  《Globo Esporte》

| 前任： 普天同慶 | 世界盃官方指定比賽用球 2014 | 繼任： Telstar 18 |